# TED (konference)
Konference z zaščitnim znakom TED (angl.: Technology Entertainment and Design: Tehnologija, zabava in oblikovanje) so se uveljavile kot kraj živahnih predstavitev poglobljenih misli. Prvo konferenco TED je organiziral arhitekt Richard Saul Wurman s sodelavci v Montereyu v Kaliforniji leta 1984 brez ambicije, da bi to bil trajen projekt. Od leta 1990 pa so konference postale letni dogodek, najprej vsako leto v Montereyu, sedaj v krajih Palm Springs in Long Beach, podružnični projekti pa tudi v več državah Evrope in Azije.

### »Ideje vredne širjenja«
Moto konferenc je »ideje vredne širjenja«. Dogodke sestavlja niz predstavitev povabljenih govorcev. Predavanja so omejena na18 minut in naj bi bila čim bolj inovativna, živahna in vabljiva za poslušalce. Lastnik licence za konference TED je sedaj neprofitna organizacija Sapling Foundation, ki jo z donacijo in zbiranjem prispevkov organizira poslovnež in novinar Chris Anderson v spomin na preminulo hči. Andreson je tudi selektor za konference v angleščini.
Konference so elitni dogodek, saj udeležba na konferenci na Long Beachu stane več kot 6.000 USD, celo udeležba na simultanem prenosu v Palm Springsu stane okoli 4.000 dolarjev. Spletni ogledi predavanj, ki so objavljeni z nekajmesečno zamudo, so brezplačni.
Od junija 2006 so konference na voljo za sprotno gledanje po internetu, govori pa arhivirani. Vse gradivo konferenc je dostopno pod pogoji odprte licence Creative Commons. Do novembra 2011 se je nabralo več kot 1.050 govorov.
Spletni arhiv TED omogoča podnaslove, ki jih prispevajo prostovoljni prevajalci. Februarja 2012 je na razpolago okoli 140 govorov s slovenskimi podnaslovi .
Organizatorji so uspeli privabiti mnoge ugledne goste, po drugi strani pa so številni govorci pridobili široko in hvaležno občinstvo. 
Predstavitve zajemajo širok razpon vprašanj s področja znanosti, umetnosti, politike, globalnih vprašanj, arhitekture, glasbe drugih strokovnih področij. Izmed znanih osebnosti so na konferencah govorili na primer Bill Clinton, pevec Bono iz skupine U2, soustanovitelj Wikipedija Jimmy Wales, soustanovitelja Googla Sergey Brin in Lawrence E. Page, pevec in aktivist Peter Gabriel, Nobelov nagrajenec Al Gore, kot tudi Jane Goodall, Gordon Brown, Richard Dawkins, Bill Gates . Predavatelji nastopajo na TED brezplačno.
Predstavitve si ogleda tudi po nekaj milijonov uporabnikov spleta. Nekateri predavatelji so si z nastopom na TED pridobili svetovno priznanje, kot na primer švedski univerzitetni profesor zdravstva in statistik Hans Rosling s presenetljivo živahnimi predavanji o svetovnih spremembah zadnjih 50 let skozi statistične podatke  .

### Kritike
Poleg sporov, ki so nastali zaradi posameznih vsebine predavanj na konferencah TED, koncept kritizirajo zaradi
- elitizma, ki je posledica drage vstopnine, in
- nastopaštva govornikov, ki so posledica zahteve po privlačnosti nastopov.

Primer nastopaštva, morda kot refleksivna satira, je predavanje statistika Hansa Roslinga, ki razveseli s svežim pristopom k svetovni revščini, v zadnjih minutah pa izvede cirkuško požiranje meča.

### Projekti TEDx
TEDx je neodvisno organiziran dogodek z licenco TED-a. To omogoča skupnostim organizacijo lokalnih dogodkov z namenom širjenja inovativnih idej. Format TEDx dogodkov je podoben formatu TED dogodkov, vendar obstajajo nekatere posamezne zahteve, kot na primer predvajanje nekaj posnetih TED govorov na samem TEDx dogodku. Poleg zanimivih idej, predstavljenih v govorih, udeleženci dobijo občutek za razliko med TED in TEDx dogodki.
Organizatorji želijo z idejami, vrednimi širjenja, v svetu pustiti pozitiven pečat. Vsi organizatorji so prostovoljci, ki hočejo osvetliti svet z drugačnimi vizijami za boljši svet.
Leto 2009 ni zaznamovalo le začetek TEDx dogodkov v Sloveniji, ampak tudi prvi TEDxLjubljana dogodek. So vodilna (krovna) TEDx organizacija v Sloveniji, namenjena širjenju idej. Dajejo prostor svežim, inovativnim, prodornim, inspirativnim, premalo izpostavljenim in pogumnim idejam iz Slovenije in celega sveta. Poleg dogodka TEDxLjubljana obstaja še TEDxNovoMesto, TEDxSevnica in TEDxKranj.
Leta 2013 pa je ekipa TEDxParkTivoliED organizirala dogodek na temo izobraževanja (ED = izobraževanje). Vsi govori so objavljeni na YouTube 